# دوغلاس فيتزجيرالد دود
دوغلاس فيتزجيرالد دود (بالإنجليزية: Douglas Fitzgerald Dowd)‏ هو ناشط وأستاذ جامعي وكاتب واقتصادي أمريكي، ولد في 7 ديسمبر 1919 في سان فرانسيسكو في الولايات المتحدة، وتوفي في 8 سبتمبر 2017 في بولونيا في إيطاليا بسبب قصور القلب.